# Hugo de Vries
Hugo Marie de Vries (Haarlem 16 de febrer de 1848 - Lunteren, 21 de maig de 1935) va ser un botànic neerlandès. Junt amb Carl Correns i Erich von Tschermak l'any 1900 va redescobrir les lleis genètiques publicades per Gregor Mendel el 1865.

## Biografia acadèmica
De Vries va estudiar a les universitats de Leiden, Heidelberg i Wurzburg. Va ser professor de Botànica a la Universitat d'Amsterdam des de 1878. Estudià la fisiologia vegetal, el flux al protoplasma, o l'orientació del creixement de les plantes. En el camp de l'osmosi De Vries va ser el primer a utilitzar el terme isotònic. Com a ajudant de Van't Hoff, ajudà a establir les bases de la teoria de les solucions ideals.
El 1889 publicà Intracellulaire Pangenesis (Pangènesi intracel·lular) segons la interpretació errada de l'herència genètica sostinguda primer per Darwin. De Vries treballant sobre la planta Oenothera lamarckiana va arribar a les mateixes conclusions que Mendel. Des dels anys 1890 De Vries va tenir notícia dels escrits de Mendel però no el va citar l'any 1900 quan va publicar els seus resultats a Comtes Rendus de l'Académie des Sciences, i va ser criticat per això per Correns i es va veure obligat a reconèixer la prioritat de Mendel.

## Obres[3]
- Intracellulaire Pangenesis (1889)[4]
- The Mutation Theory (1900-1903)
- Sur la loi de disjonction des hybrides (1900, francès)[5]
- Species and Varieties: Their Origin by Mutation (1905)
- Plant Breeding (1907)